# Borek (district de Jičín)
Pour les articles homonymes, voir Borek.
Borek est une commune du district de Jičín, dans la région de Hradec Králové, en République tchèque. Sa population s'élevait à 93 habitants en 2022.

## Géographie
Borek se trouve à 6 km à l'est de Lázně Bělohrad , à 21 km à l'est de Jičín, à 29 km au nord-ouest de Hradec Králové et à 96 km au nord-est de Prague.
La commune est limitée par Pecka et Horní Brusnice au nord, par Úhlejov à l'est, par Miletín au sud, et par Tetín et Vřesník à l'ouest.

## Histoire
La première mention écrite de la localité date de 1267.

## Administration
La commune se compose de trois sections :
- Bezník
- Borek
- Želejov